# Пыльник

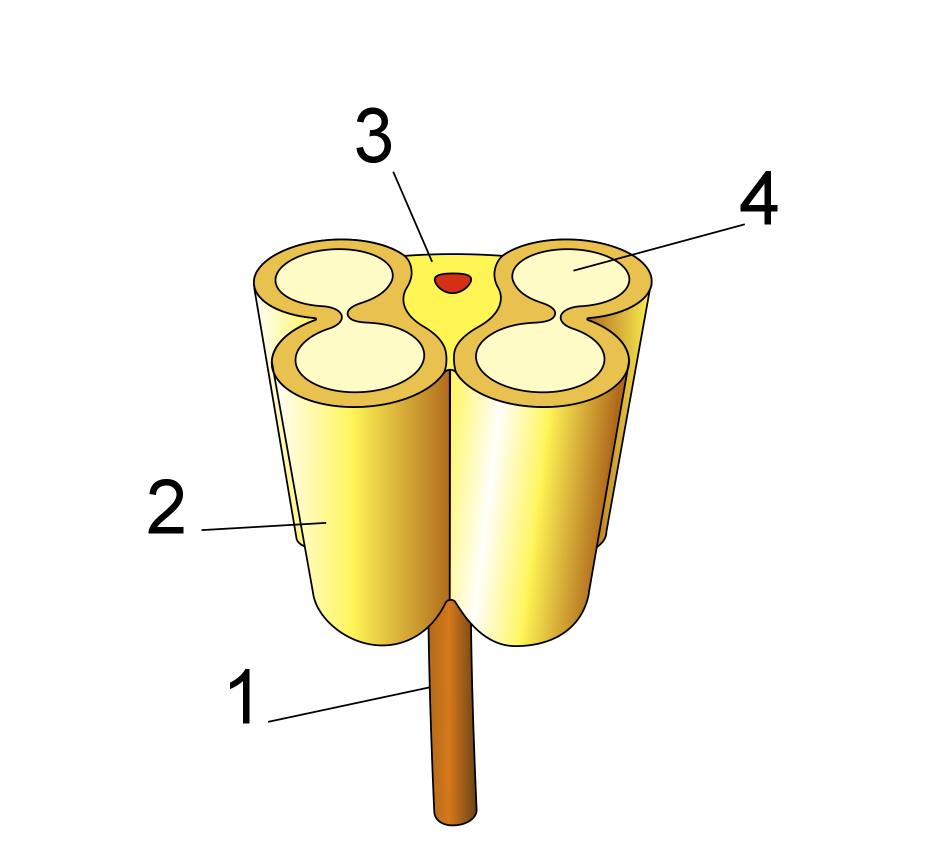
Схематическое изображение пыльника в поперечном разрезе:
• 1: тычиночная нить;
• 2: тека, или пыльцевая сумка;
• 3: связник, или коннектив (проводящий сосуд в связнике помечен красным ;
• 4: гнездо пыльника, или пыльцевой мешок

Пы́льник (лат. anthera) — содержащая пыльцу часть тычинки цветковых растений. По сути, представляет собой микроспорангий — орган, в котором формируются микроспоры у всех семенных и разноспоровых растений, расположенный на микроспорофилле (тычиночной нити). Развивающаяся в пыльниках пыльца (микроспоры) содержит внутри очень маленькие, состоящие всего из двух клеток мужские гаметофиты.
Обычно пыльник состоит из двух половинок, которые называются теками, сумками пыльника, или пыльцевыми сумками. Теки соединены между собой связником, или коннективом (лат. connectivum), являющимся продолжением тычиночной нити (по другому источнику — являющему верхней частью тычиночной нити). Каждая тека, в свою очередь, состоит из двух гнёзд, именуемых пыльцевыми гнёздами, гнёздами пыльника, или пыльцевыми мешками, — микроспорангиев, в которых из микроспор развиваются пыльцевые зёрна. Таким образом, чаще всего пыльник состоит из четырёх микроспорангиев; реже их в пыльнике два (рестиевые, филидровые), ещё реже — один (вид арцеутобиума — Arceuthobium pusillum).

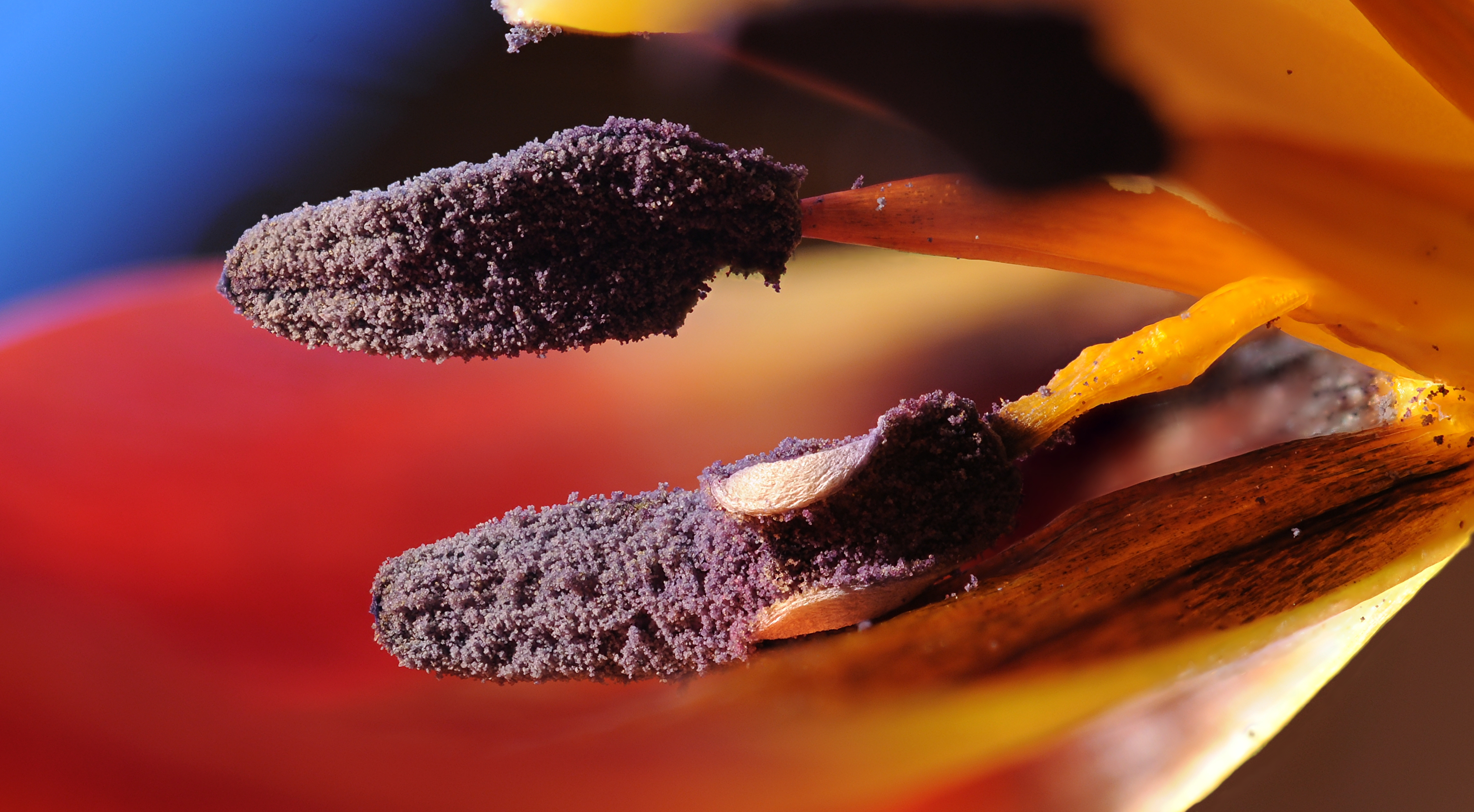
Пыльники тюльпана (Tulipa sp.) со вскрывшимися пыльцевыми гнёздами

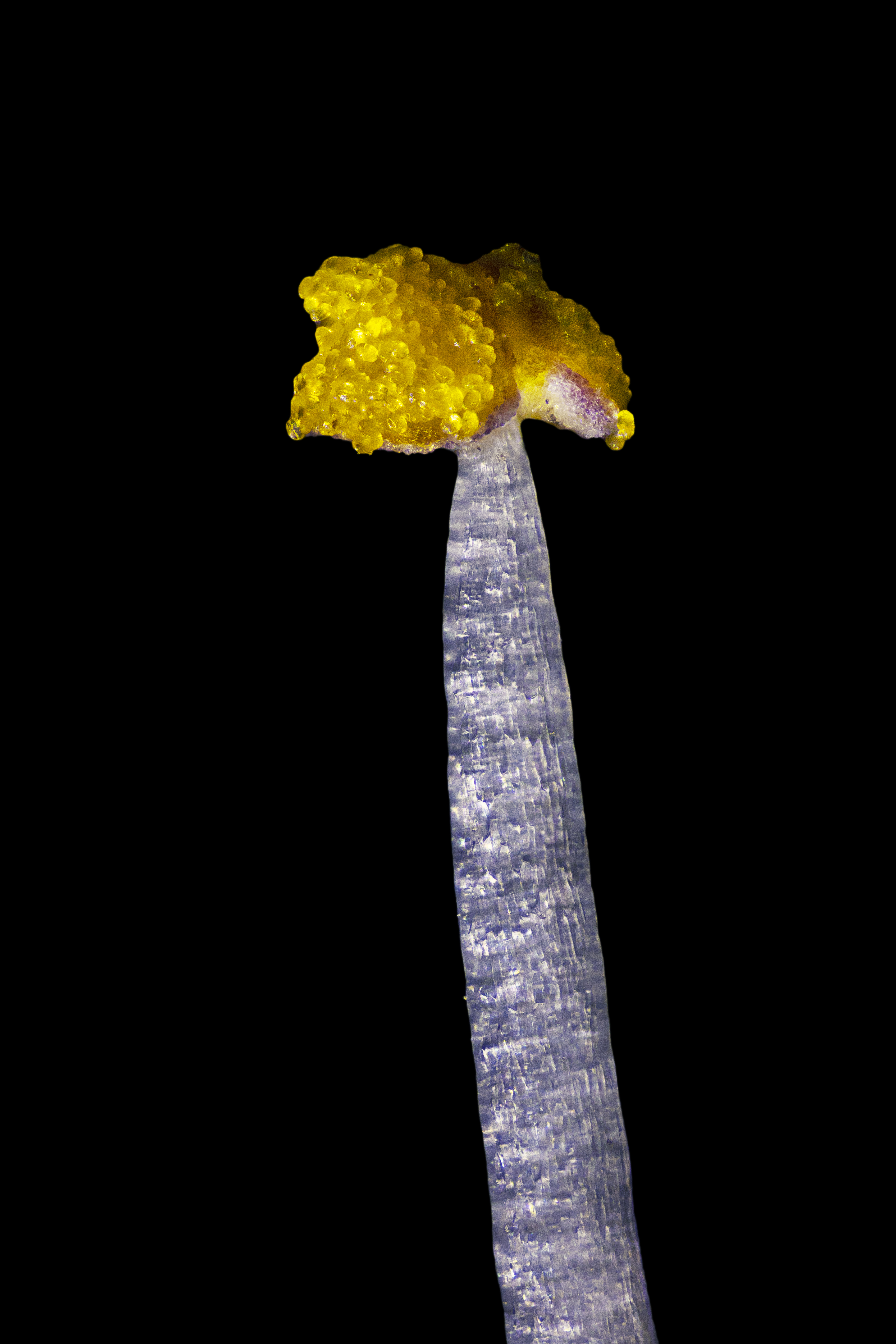
Пыльник цветка вишни.

В зависимости от того, с какой стороны образуется щель в пыльцевых гнёздах, различают:
- интро́рзный пыльник (от лат. in — в, внутрь) — вскрывается щелью, образующейся с внутренней стороны гнёзд пыльника; пыльца в интрорзном пыльнике большей частью высыпается внутрь цветка[8];
- латрорзный пыльник — вскрывается щелью, образующейся на боковой стороне гнёзд пыльника;
- экстро́рзный пыльник (от лат. ex — из, изнутри) — вскрывается щелью, образующейся с внешней стороны гнёзд пыльника; пыльца в экстрорзном пыльнике большей частью высыпается за пределы цветка[9].